# Публій Сульпіцій Руф (народний трибун)
Публій Сульпіцій Руф (лат. Publius Sulpitius Rufus; 124 до н. е. — 88 до н. е.) — давньоримський державний діяч, народний трибун 88 до н. е., один з ініціаторів масових безладів і походу Луція Корнелія Сулли на Рим.
Належав до патриціанського роду, знатного і багатого, був другом Марка Лівія Друза, відомого борця за надання італікам цивільних прав. На початку своєї політичної діяльності був на стороні консервативного крила  сенату, але в 88 р. шляхом усиновлення перейшов в плебейський стан і домігся посади народного трибуна. На цій посаді він запропонував низку законопроєктів, які мали на меті похитнути міць сенатської олігархії. Зокрема, провести чистку сенату, вигнавши з нього тих, чиї борги перевищують 10 тис. сестерцій (явні корупціонери), розподілити нових громадян (в основному, італіків, які отримали ущемлені цивільні права після союзницької війни, а також вільновідпущеників) за всіма 35 трибами, повернути з вигнання засуджених за політичними звинуваченнями. Серед останніх було багато прихильників Друза, після початку союзницької війни звинувачених у її розв'язанні, хоча саме вони прагнули запобігти їй.
Всі ці заходи відповідали вимогам розумної політики, але сенатська більшість не відповідала цим вимогам і наполегливо опиралася. Побоюючись долі Друза, Сульпіцій оточив себе тритисячним натовпом прихильників, що супроводжували його на вулиці і на форумі. Консули Луцій Корнелій Сулла та Квінт Помпей Руф, обидва прихильники консерваторів, влаштували позачергові релігійні святкування, під час яких народні збори не проводяться. Відповіддю були серйозні заворушення, в ході яких загинув молодий Квінт Помпей, син одного і зять іншого консулів, і самі вони ледве врятувалися.
В результаті, народні збори відбулися і закони Сульпіція були прийняті. Але для їх здійснення було потрібно усунути ще одну небезпеку — у розпорядженні Сулли була армія, яку він, як проконсул, повинен був вести на війну з Мітрідатом Понтійським. І Сульпіцій боявся, що Сулла застосує її також, як він сам застосував натовп своїх прихильників. Це була його політична помилка. Як показали наступні події, для Сулли війна з Мітрідатом була важливіша за будь внутрішніх проблем.
Сульпіцій провів через народне зібрання закон про позбавлення Сулли повноважень і передачі їх Марію, все ще популярному у римського натовпу. Після зради Марієм Сатурнія, сенат віддячив йому, відправивши в почесне заслання. Марій маявся не при справах, ненавидячи сенат і більше всіх — Суллу. Він з радістю прийняв нове призначення.
У такій ситуації Суллі нічого не залишалося, як скористатися своїм службовим становищем. Він привів свої 6 легіонів в Рим і без коливань увійшов у місто, що було порушенням і закону, і звичаю. Це був перший, але далеко не останній у Римі державний переворот, здійснений армією. Закони Сульпіція були скасовані, а голова його виставлена на трибуні, з якої він проголошував їх.